# Growing Up in Public (album de Lou Reed)
Cet article concerne l'album de Lou Reed. Pour l'album de Professor Green, voir Growing Up in Public.
Albums de Lou Reed
The Bells
(1979) The Blue Mask
(1982)
Growing Up in Public est le dixième album de Lou Reed, sorti en 1980.

## Titres
Toutes les chansons sont de Lou Reed et Michael Fonfara (en).

### Face 1
1. How Do You Speak to an Angel? – 4:08
2. My Old Man – 3:15
3. Keep Away – 3:31
4. Growing Up in Public – 3:00
5. Standing on Ceremony – 3:32

### Face 2
1. So Alone – 4:05
2. Love Is Here to Stay – 3:10
3. The Power of Positive Drinking – 2:13
4. Smiles – 2:44
5. Think It Over – 3:25
6. Teach the Gifted Children – 3:20

## Musiciens
- Lou Reed : chant, guitare
- Michael Fonfara : claviers, guitare
- Chuck Hammer : guitare, synthétiseur
- Michael Suchorsky : batterie
- Ellard « Moose » Boles : basse, chœurs
- Stuart Heinrich : guitare, chœurs